# Rogério I de Carcassona
Rogério I de Carcassona (c. 940 - 1011) foi conde de Carcassona.

## Relações familiares
Foi filho de Arnaldo I de Cominges, conde de Carcassona e de Arsinda, condessa de Carcassona (900 - 970). Casou com Adelaide de Ruergue (950 - 1011), filha de Raimundo II de Ruergue e Tolosa, conde de Ruergue e de Tolosa e de Berta de Arles, de quem teve:
1. Ermesinda de Carcassona (975 - 1 de Março de 1057) casada por duas vezes, a 1ª com Raimundo Borel I de Barcelona (972 - 25 de Fevereiro de 1018), conde de Barcelona e a 2ª com Sunifredo de Narbona (805 - 849).
2. Bernardo I Rogério de Foix (981 -?) conde de Foix,[3][4] casou com Garsenda de Bigorra.
3. Raimundo de Carcassona.
4. Raimundo Rogério de Carcassona[3] casado com Garsinda de Bigorra, viscondessa de Béziers filha de Garcia Arnaldo de Bigorra, conde de Bigorra e de Ricarda.